# Козыревская
Козыревская (в верховьях — Правый Козыревский) — река на полуострове Камчатка в России. Протекает по территории Усть-Камчатского района. Длина реки — 36 км.
Начинается у нижнего края языка ледника Козыревский на западном склоне горы Плоская Дальняя. Течёт вниз по склону на запад, в верховьях по открытой местности, в среднем и нижнем течении через лиственнично-берёзовый лес. Впадает в реку Камчатка справа на расстоянии 246 км от её устья на территории посёлка Козыревск. В низовьях постоянного течения не имеет.
По данным государственного водного реестра России относится к Анадыро-Колымскому бассейновому округу.
- Код водного объекта — 19070000112120000015813[4].

Притоки:
- левые: Широкий[5], Дальний, Левый Козыревский[3];
- правые: Одинокий[3].